# گیران
گیران روستایی است که در بخش کتیج شهرستان فنوج در استان سیستان و بلوچستان واقع شده است. این روستا در نزدیکی مرز سیستان و بلوچستان با استان کرمان  قرار دارد و به‌خاطر نزدیک بودن به روستای رمشک (استان کرمان) میتواند متصل کننده راه سه استان سیستان و بلوچستان، هرمزگان و کرمان باشد. شغل بیشتر مردم این روستا کارگری است و کشاورزی  در آن به علت کم آبی رونق کمی دارد. به علت کم آبی این روستا، خرما و تنباکو تنها محصولات قابل کشت در آن هستند. از منطقه‌های گردشگری این روستا می‌توان به دهن تنک.تاتور و.... اشاره کرد.

## جمعیت
این روستا در دهستان کتیج قرار دارد و براساس سرشماری مرکز آمار ایران [[اخرین سرشماری عمومی نفوس و مسکن۱جمعیت آن ۱۴۲۶ نفر (۲۶۰خانوار) بوده‌است.